# Coccophagus propodealis
Coccophagus propodealis är en stekelart som beskrevs av Svetlana N. Myartseva 2004. Coccophagus propodealis ingår i släktet Coccophagus och familjen växtlussteklar. Inga underarter finns listade i Catalogue of Life.